# Bal Gosal
Baljit (Bal) Gosal, (Panjâbî: ਬਲਜੀਤ ਗੋਸਲ) (né le 4 mai 1960 à Ratainda en Inde) est un homme politique canadien, il est élu à la Chambre des communes du Canada lors de l'élection fédérale du 2 mai 2011. Il représente la circonscription électorale de Bramalea—Gore—Malton en tant que membre du Parti conservateur et était ministre d'État au Sport dans le cabinet du premier ministre Stephen Harper.

## Résultats électoraux

### Bramalea—Gore—Malton
|       | Candidat          | Parti              | # de voix | % des voix |
|       | Bal Gosal         | Conservateur       | +19 907,  | 34,44 %    |
|       | (x) Gurbax Malhi  | Libéral            | +16 402,  | 28,38 %    |
|       | Jagmeet Singh     | NPD                | +19 368,  | 33,51 %    |
|       | John R.A. Moulton | Vert               | +01 748,  | 3,02 %     |
|       | Frank Chilelli    | Marxiste-léniniste | +00371,   | 0,64 %     |
| Total | Total             | Total              | 57 796    | 100 %      |